# ستيف غرايمز
ستيف غرايمز (بالإنجليزية: Steve Grimes)‏ هو موسيقي بريطاني، ولد في 4 يونيو 1957 في ليفربول في المملكة المتحدة.

## وصلات خارجية
- ستيف غرايمز على موقع IMDb (الإنجليزية)
- ستيف غرايمز على موقع ميوزك برينز (الإنجليزية)
- ستيف غرايمز على موقع أول ميوزيك (الإنجليزية)
- ستيف غرايمز على موقع ديسكوغز (الإنجليزية)
- ستيف غرايمز على موقع قاعدة بيانات الفيلم (الإنجليزية)